# Ratio de Treynor
El ratio de Treynor (llamada a veces ratio compensación-volatilidad o medida de Treynor), que lleva el nombre de Jack L. Treynor, es una medida de las rentabilidades obtenidas en exceso comparadas con la que se podría haber obtenido en una inversión sin riesgo diversificable (por ejemplo, letras del Tesoro o una cartera completamente diversificada), por cada unidad de riesgo de mercado asumida.
El ratio de Treynor relaciona el exceso de rentabilidad sobre la tasa libre de riesgo con el riesgo adicional asumido; sin embargo, se utiliza el riesgo sistemático en lugar del riesgo total. Cuanto mayor sea el ratio Treynor, mejor será el rendimiento de la cartera analizada.

## Fórmula
{\displaystyle T={\frac {r_{i}-r_{f}}{\beta _{i}}}}
donde: 
{\displaystyle T\equiv } Ratio de Treynor,
{\displaystyle r_{i}\equiv } rendimiento de la cartera i,
{\displaystyle r_{f}\equiv } tasa de interés libre de riesgo
{\displaystyle \beta _{i}\equiv } beta de la cartera i

## Limitaciones
Al igual que el ratio de Sharpe, el ratio de Treynor (T) no cuantifica el valor añadido, si lo hubiera, de la gestión activa de la cartera. Sólo es un criterio de clasificación. Una clasificación de carteras basada en el ratio de Treynor únicamente es útil si las carteras consideradas son subcarteras de una cartera más amplia y diversificada. Si este no es el caso, las carteras con idéntico riesgo sistemático, pero diferente riesgo total, se calificarán de la misma manera. No obstante, la cartera con un mayor riesgo total está menos diversificada y, por lo tanto, presenta un mayor riesgo no sistemático que no se valora en el mercado.
Un método alternativo para clasificar la gestión de cartera es el alfa de Jensen, que cuantifica la rentabilidad añadida como el exceso de rentabilidad por encima de la línea del mercado de valores en el modelo de valoración de activos financieros. Dado que estos dos métodos determinan clasificaciones basadas únicamente en el riesgo sistemático, clasificarán las carteras de forma idéntica.